# Dziećmiarowice
Dziećmiarowice (prononciation : [d͡ʑɛt͡ɕmjarɔˈvit͡sɛ]) est un village polonais de la gmina de Szprotawa dans le powiat de Żagań de la voïvodie de Lubusz dans l'ouest de la Pologne.
Il se situe à environ 7 kilomètres au sud-est de Szprotawa (siège de la gmina), 21 kilomètres au sud-est de Żagań (siège du powiat) et 46 kilomètres au sud de Zielona Góra (siège de la diétine régionale).
Le village compte approximativement une population de 261 habitants.

## Histoire
Le nom allemand du village était Dittersdorf.
Après la Seconde Guerre mondiale, avec les conséquences de la Conférence de Potsdam et la mise en œuvre de la ligne Oder-Neisse, le village est intégré à la République populaire de Pologne. La population d'origine allemande est expulsée et remplacée par des polonais.
De 1975 à 1998, le village appartenait administrativement à la voïvodie de Zielona Góra.

Depuis 1999, il appartient administrativement à la voïvodie de Lubusz.